# Compañía de los Caminos de Hierro del Sur de España
La Compañía de los Caminos de Hierro del Sur de España (CCHSE) fue una compañía ferroviaria española que existió entre finales del siglo XIX y comienzos del siglo XX. Fue la encargada de la construcción de la línea férrea Linares-Almería y del ramal Moreda-Granada. Desapareció en 1929, anexionada por la Compañía de los Ferrocarriles Andaluces.

## Historial
A finales del siglo XIX la red ferroviaria española se había extendido por buena parte del país, pero todavía existían algunas zonas a las que no llegaba, como era el caso de Andalucía oriental, especialmente Almería, que a finales de siglo seguía siendo la única capital de provincia sin conexión ferroviaria. En 1870 el Estado ya había autorizado la construcción de una línea férrea que uniera la localidad minera de Linares con Almería y su puerto, si bien esta posibilidad no se materializó.

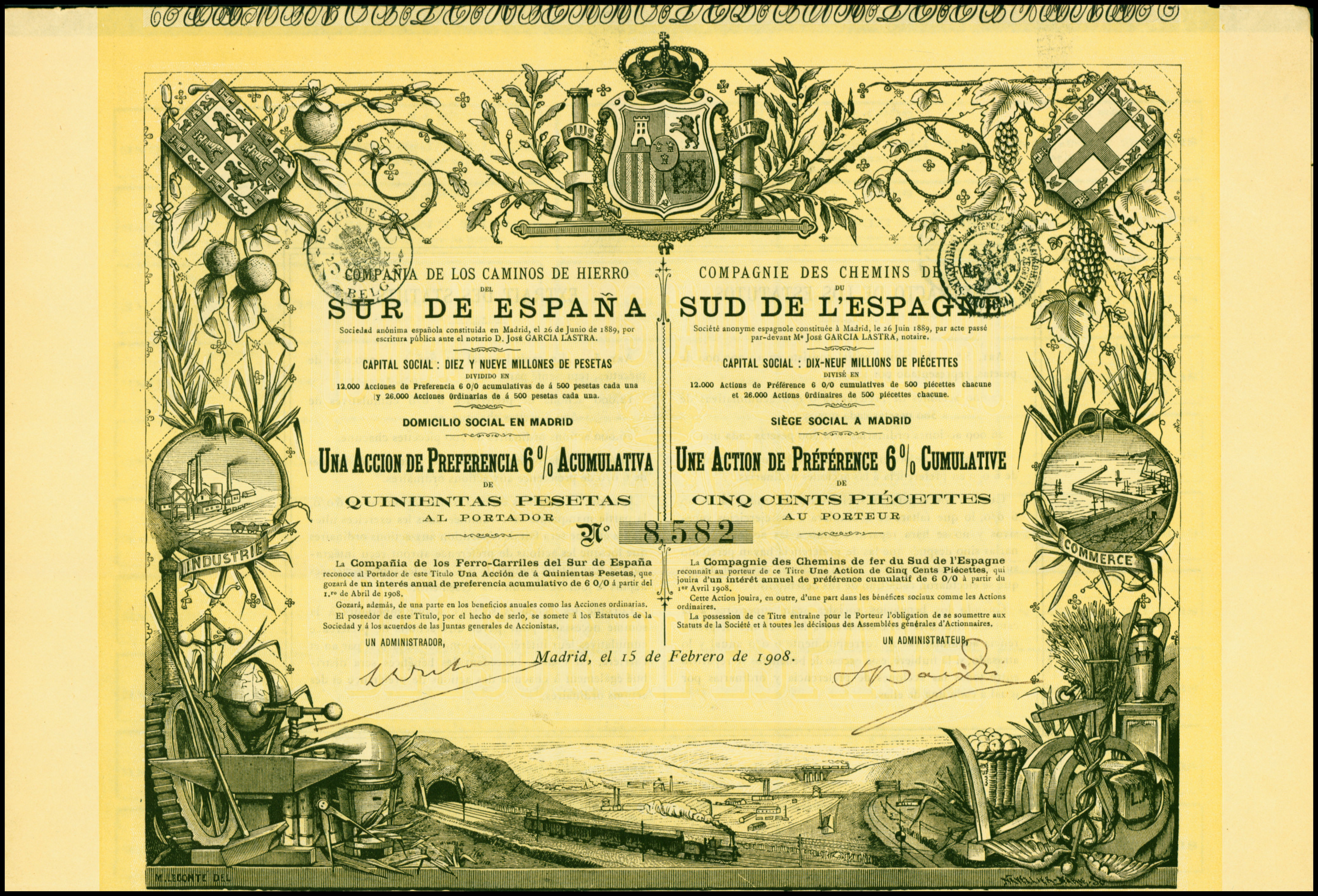
Acción de la Compañía de los Caminos de Hierro del Sur de España del 15 de febrero de 1908

El empresario catalán Ivo Bosch, interesado en la construcción de este ferrocarril, consiguió que el Estado convocara en mayo de 1889 una nueva subasta para la concesión, que fue adjudicada al Banco General de Madrid —presidido por Bosch—. Poco después, el 26 de junio, se fundó en Madrid la Compañía de los Caminos de Hierro del Sur de España, a la que unos meses después se transferiría la concesión ferroviaria. El consejo de administración estaba presidido por el político Laureano Figuerola, mientras que Ivo Bosch era vicepresidente y director gerente. La nueva empresa estaba constituida mayoritariamente por capital francés.
Se contrató a la compañía francesa Fives-Lille para la construcción de la esta línea, iniciándose las obras en julio de 1890 en el tramo comprendido entre Guadix y Almería. Los trabajos de construcción transcurrieron entre 1890 y 1899, inaugurándose la línea en su totalidad en marzo de 1899. Durante los primeros años la explotación dejó un saldo negativo dado que el tráfico de pasajeros y mercancías fueron menores de lo que se había previsto, pero también porque la compañía no contaba con suficientes locomotoras, coches y vagones. La situación siguió siendo complicada hasta 1907, aunque a partir del siguiente año se aumentaron las inversiones. El tráfico de minerales experimentaba una importante dificultad en el tramo entre Gérgal y Santa Fe, debido a la fuerte pendiente que existía. Por ello se acometió una electrificación de esta sección, entrando en servicio en febrero de 1912. Aunque en su momento constituyó una obra pionera para el ferrocarril español —por ser una de las primeras electrificaciones realizadas—, lo cierto es que aquellos trabajos supusieron una fuerte carga a las cuentas de la compañía.
Tras el estallido de la Primera Guerra Mundial (1914-1918) la situación económica siguió empeorando para la empresa, que se vio arrastrada por la crisis general del ferrocarril en España. Como una salida a esta situación se alcanzó un acuerdo con la Compañía de los Ferrocarriles Andaluces, la cual tomaría en arriendo a la CCHSE a partir de octubre de 1916. Anteriormente «Andaluces» ya había adquirido un importante porcentaje de acciones de la compañía, y tras su arriendo nombró a un nuevo consejo de administración. A pesar de este control, la compañía aún mantendrá su independencia hasta en 1929, fecha en que pasó a integrarse completamente en «Andaluces».

## Red e instalaciones

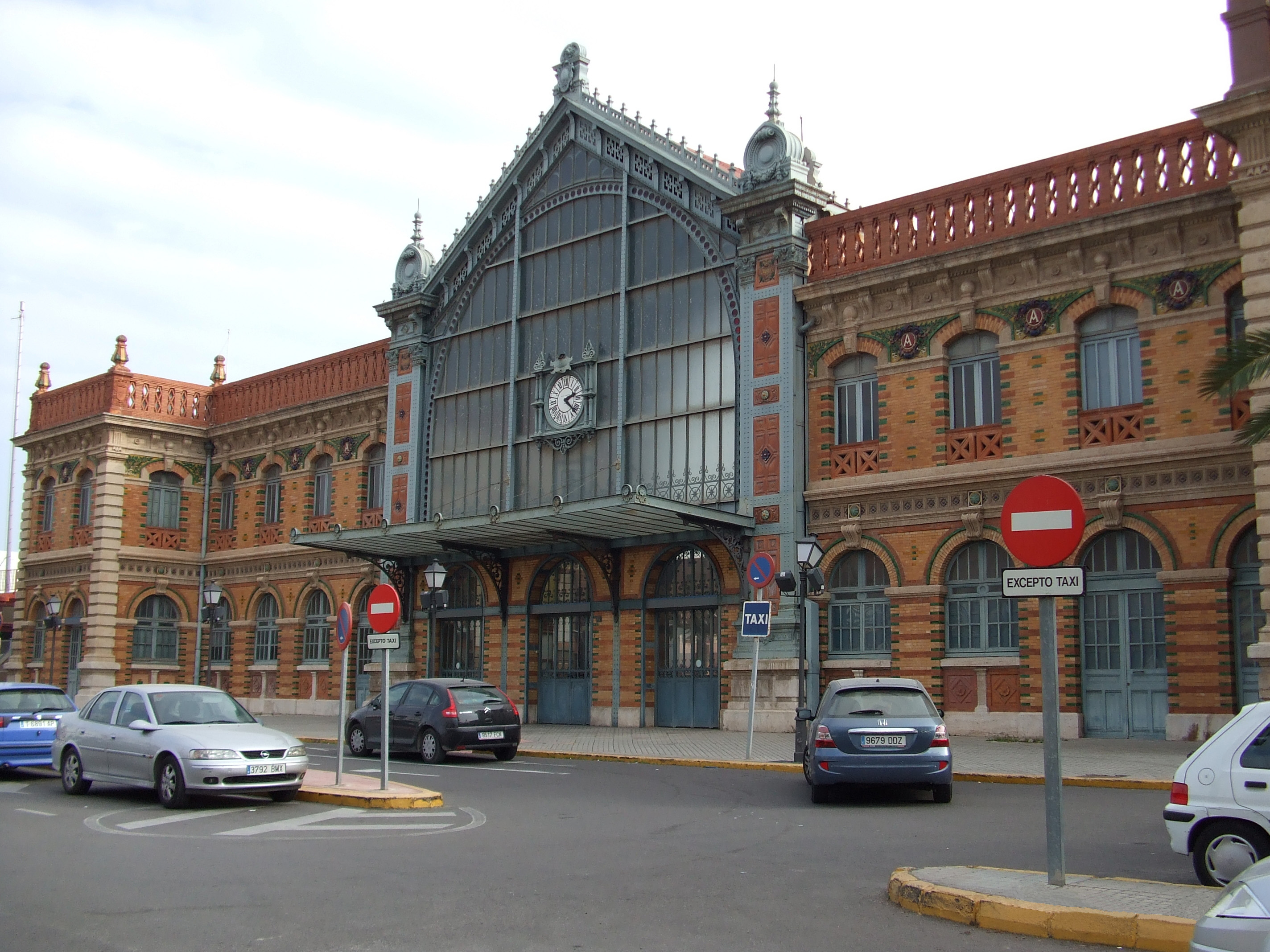
Antigua estación de ferrocarril de Almería, orgullo de la compañía y una de las más destacadas de la época.

El trazado original que el Estado había concebido de la línea Linares-Almería fue modificado en favor de uno nuevo propuesto por las compañías mineras, por lo que se construyó un ferrocarril de tipo colonial, orientado principalmente al transporte del mineral de la sierra al puerto de Almería, y no a las necesidades de las poblaciones de la región. El 16 de julio de 1890 se inició la construcción de la línea, en el tramo existente entre Almería capital y Gádor, abriéndose al tráfico el 23 de julio de 1895 la sección comprendida entre Guadix y Almería. Finalmente, el 14 de marzo de 1899 se produjo la inauguración oficial de toda la línea.
Desde 1892 se vino proyectando y construyendo la estación de Almería, joya de la compañía por su estilo arquitectónico y una de las más destacadas de la época. La estación fue finalmente inaugurada en 1893, pero quedaría sin servicio hasta la apertura al tráfico del tramo Guadix-Almería. En Linares la compañía construyó la llamada estación de Almería, inaugurada también en 1893. Poco después, en septiembre de 1897, se licitó la construcción de la línea Moreda-Granada. La construcción de la línea fue finalizada en 1904 y en Granada llegaba hasta una nueva estación distinta a la ya existentes de «Andaluces», la denominada estación del Sur. Tres años después, en 1907, fue construido un ramal que unía a esta con la estación de «Andaluces».